# Duszniki Wielkopolskie
Duszniki Wielkopolskie – dawna, wąskotorowa stacja kolejowa w Dusznikach, w gminie Duszniki, w powiecie szamotulskim, w województwie wielkopolskim w Polsce.
W latach 70. XX wieku, do końca swego funkcjonowania, była punktem początkowym  zielonego szlaku turystycznego do Bytynia.